# Palazzo Sgueglia della Marra
Il Palazzo Sgueglia della Marra è un palazzo di valore storico-architettonico di Napoli, ubicato in via Santa Maria di Costantinopoli.
Pochissime sono le informazioni storiche su questo palazzo, il quale prende il nome dalla famiglia Sgueglia della Marra, che ne fu di per certo proprietaria per molto tempo. 
In facciata, sormontata da un lieve cornicione dentellato, presenta tre piani e un solido portale in piperno cinquecentesco al centro della base. Alla destra del cortile si erge la scala aperta dall'unica arcata per livello e con una vistosa balaustra in piperno d'epoca rinascimentale a "chiudere" l'arcata al primo livello medesimo; mentre sulla parete di fondo vi è un ballatoio coperto da delle vetrate. 
Al primo piano, dove vi sono oggi gli uffici della Ortopedia Meridionale, in diverse sale vi sono volte dipinte a tempera del periodo liberty.
L'edificio è adibito a condominio in buone condizioni manutentive.